# 엠볼로테리움
엠볼로테리움(Embolotherium)은 에오세 후기 몽골에 살았던 코뿔소와 유사한 브론토테리움과의 멸종된 동물이다. 두개골의 앞쪽에서 나오는 큰 뼈 돌기로 가장 쉽게 알아볼 수 있다. 이는 충차와 유사하여 엠볼로테리움이라는 이름이 붙었다. 이 동물은 내몽골의 울란 고추 지층과 외몽골의 에르길린 조 지층에서 발견된 약 12개의 두개골, 여러 턱, 그리고 다양한 골격 요소들로 알려져 있다.

## 분류학

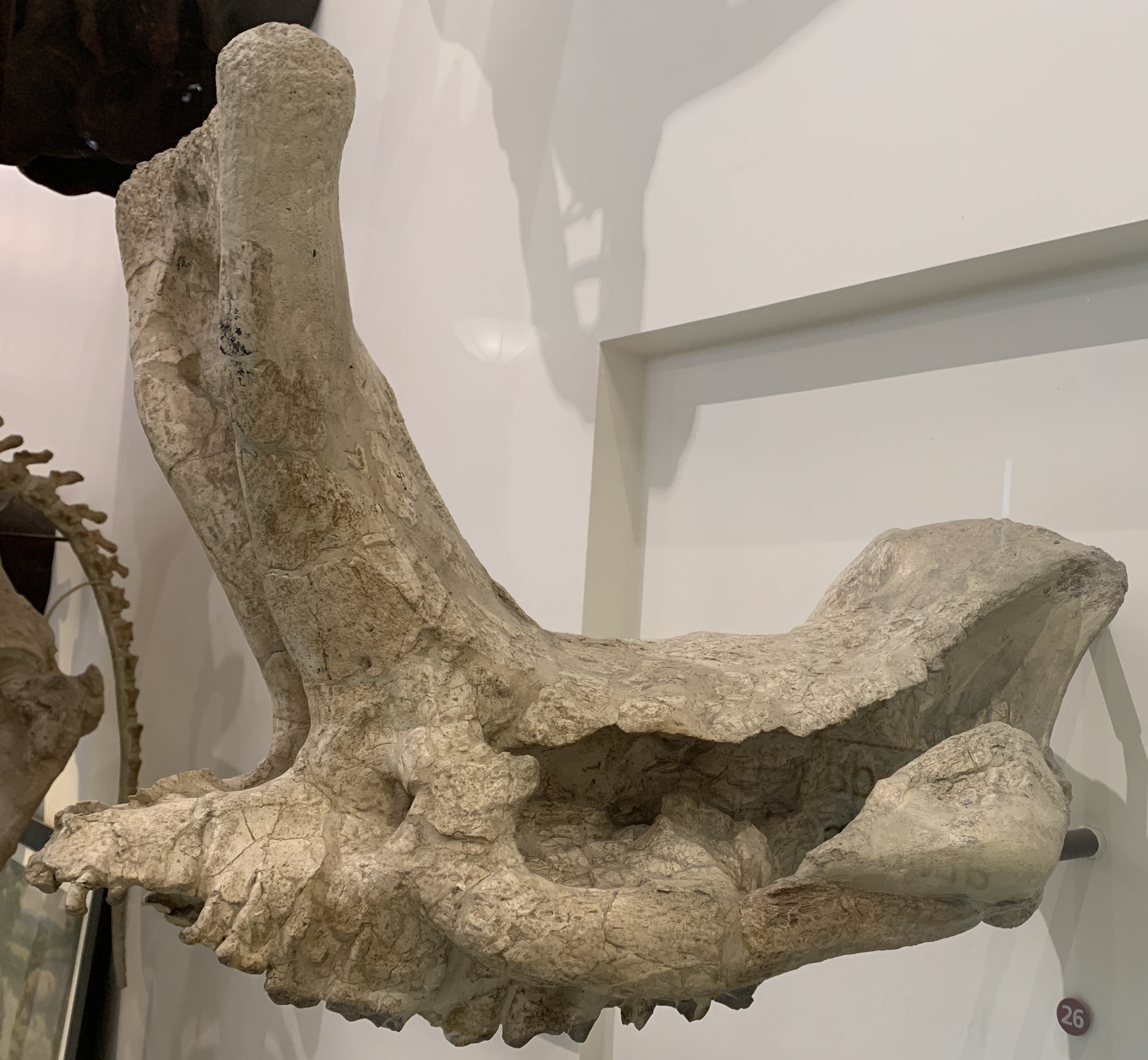
미국 자연사 박물관의 엠볼로테리움 두개골

엠볼로테리움의 여러 종들이 명명되었다. 여기에는 엠볼로테리움 안드레우시(E. andrewsi), 엠볼로테리움 그란게리(E. grangeri), 엠볼로테리움 루크시(E. louksi), 엠볼로테리움 울티움(E. ultimum), 엠볼로테리움 에르길리엔세(E. ergilensi), 엠볼로테리움 에프레모비(E. efremovi) 등이 포함된다. 그러나 엠볼로테리움 안드레우시(E. andrewsi)와 엠볼로테리움 그란게리(E. grangeri) 두 종만이 유효한 것으로 보인다. 다른 엠볼로테리움 종들은 아마도 이 두 종과 동의어일 가능성이 높으며, 원래 어린 두개골, 잘 보존되지 않은 화석 물질 또는 엠볼로테리움 안드레우시나 엠볼로테리움 그란게리와 크게 다르지 않은 표본을 기반으로 했을 것이다.
브론토테리움속의 또 다른 속인 타이타노덱테스(Titanodectes)는 엠볼로테리움과 같은 퇴적층에서 발견되는 여러 하부 턱의 이름을 따서 명명되었으며, 아마도 엠볼로테리움 그란게리와 같은 짐승을 대표할 것이다. 프로템볼로테리움(Protembolotherium)은 에오세 중기의 또 다른 밀접하게 관련된 속으로, 눈에 띄게 작고 특유의 독특한 구조물로 구별된다.

## 묘사

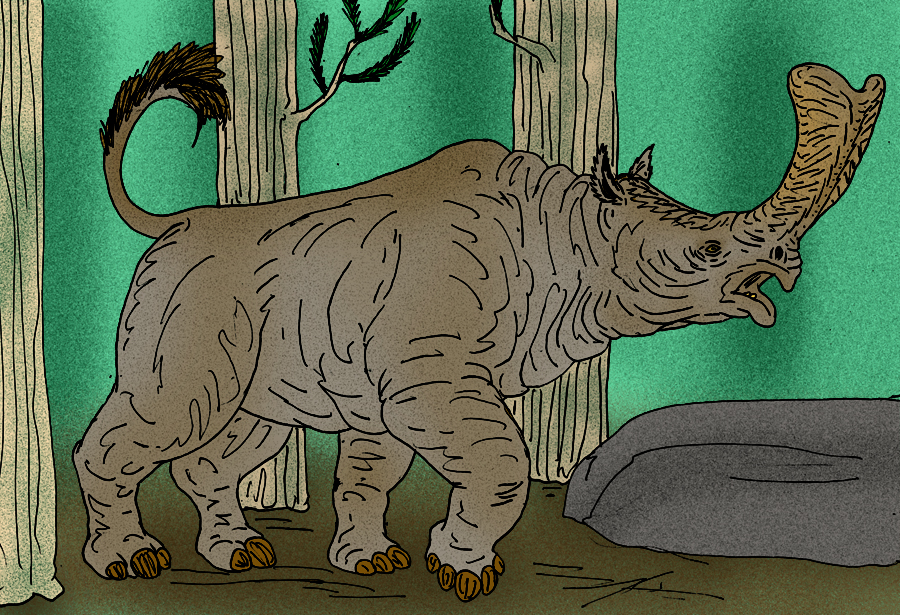
복원도

두개골의 길이는 920mm에 달한다. 엠볼로테리움의 완전한 골격은 아직 회복되지 않았지만, 이를 언급할 수 있는 많은 두개골 후 요소들이 수집되었다. 엠볼로테리움의 두개골 후 골격은 에오세 후기 북아메리카의 청동기 메가케롭스와 매우 유사한 강력한 중력을 가진 동물을 시사하며, 이는 엠볼로테리움을 가장 큰 청동기 중 하나로 만들었다. 다른 많은 후기 에오세 청동기와 달리 엠볼로테리움이 성적 이형성이었다는 명확한 증거는 없다. 알려진 모든 표본에는 크고 뿔과 같은 구조물이 있다. 따라서 메가케롭스와 같은 북아메리카 청동기의 단단하고 튼튼한 뿔에 비해 독특한 구조물이 비어 있고 연약하다는 사실과 함께 뿔과 같은 구조물이 수컷 간의 경쟁을 위한 무기로 사용되었을 가능성은 낮아 보인다. 오히려 서로에게 신호를 보내는 등 무성의한 기능을 했을 수 있다. 뿔과 같은 구조물은 소리 생성을 위한 특수 공명기 역할을 했을 수 있다. 이 가설은 뼈 비강이 뿔과 같은 구조물의 정점까지 확장되어 비강이 크게 상승하여 공명하는 방을 만들었을 가능성이 있음을 시사한다는 사실에 의해 제안된다.